# 片浦イエロー

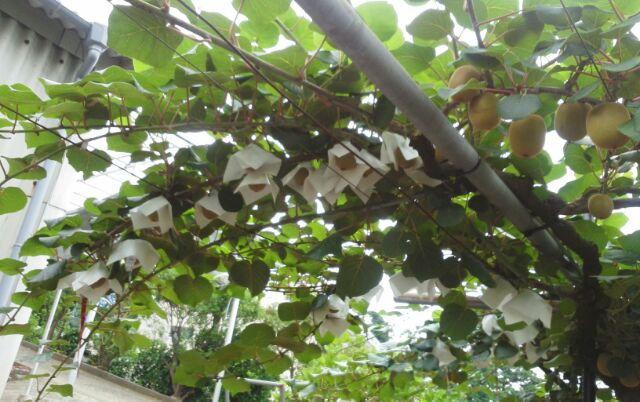
片浦イエロー

片浦イエロー（かたうらイエロー）は、神奈川県農業技術センターが開発したキウイフルーツ。

## 概要
1994年（平成6年）に小田原市の神奈川県農業技術センター根府川分所（現：農業技術センター足柄地区事務所研究課）が行った4倍体Actinidia chinensis系品種‘アップル’とA. chinensis系選抜雄系統との交配より得られた実生から選抜された品種である。2006年（平成18年）7月24日に品種登録出願、2008年（平成20年）3月13日に品種登録された。 登録番号は第16475号。育成権者は神奈川県。
育成者は、佐々木皓二、鈴木伸一、浅田真一、真壁敏明、真子正史、片木新作、香川陽子、簑島恒樹、鈴木誠。

## 経緯
神奈川県では県西部中心にキウイフルーツの栽培が行われている。品種は貯蔵性・追熟の均一性に優れるヘイワードが大半を占める。しかし、消費者の指向の多様化や生産者の労力分散の観点から特色ある品種の導入が望まれており、神奈川らしい直売向けキウイフルーツの新品種育成が課題となっていた。

## 品種特性と栽培管理上の注意点
- 果肉は薄黄色から黄色
- 収穫適期は満開後180日前後、11月上旬。
- 果実は重さ100g程度で‘ヘイワード’よりやや小さく、果形は親品種の‘アップル’と異なり丸みを帯びた円筒形となる。果実表面の毛じの密度は少ない。
- エチレンによる追熟処理後の糖度は16Brix%前後を示す。
- 開花は5月10～20日前後。交配は主な雄品種‘トムリ’で問題ないが、開花時期が‘トムリ’と同じか少し早いことがある。前年の貯蔵花粉の利用、あるいは購入した輸入花粉の利用が無難である。
- 着花結実数が多いため、果実肥大を促すために摘果と摘蕾を必要とする。
- 樹勢は‘ヘイワード’よりやや弱い。‘アップル’と同程度。
- A.chinensis系（黄色系）品種全般に言えることであるが、A.deiciosa系品種（‘ヘイワード’などの緑色系品種）と比してキウイフルーツかいよう病には弱い。‘ヘイワード’がかいよう病対策なしで栽培できるからと言って、同じ感覚でA.chinensis系（黄色系）品種をかいよう病対策なしで栽培するとかいよう病で無残に枯死することがある。A.chinensis系（黄色系）品種を栽培する際には収穫後と春先から初夏にかけての銅剤の散布、飛沫感染を防ぐためにつとめて防風するなどの対策が重要である。